# Гремиц
Гремиц (њем. Grömitz) општина је у њемачкој савезној држави Шлезвиг-Холштајн. Једно је од 36 општинских средишта округа Остхолштајн. Према процјени из 2010. у општини је живјело 7.731 становника. Посједује регионалну шифру (AGS) 1055016.

## Географски и демографски подаци
Гремиц се налази у савезној држави Шлезвиг-Холштајн у округу Остхолштајн. Општина се налази на надморској висини од 14 метара. Површина општине износи 51,1 km². У самом мјесту је, према процјени из 2010. године, живјело 7.731 становника. Просјечна густина становништва износи 151 становника/km².